# Fürstenfeldi fegyverrablás
A fürstenfeldi fegyverrablás egy magyar részről végrehajtott akció volt 1920. július 30-án, amikor magyar fegyveresek kirabolták a fölöstömi (németül Fürstenfeld) fegyverraktárat. Később az itt szerzett fegyverekkel szerelték fel a Rongyos Gárdát a nyugat-magyarországi felkelés idején.

## Előzmények
Az első világháború befejeződése után Magyarország elvesztette területének több mint 2/3-át, Románia, valamint az újonnan létrejött Jugoszlávia és Csehszlovákia javára. 1919-ben azonban a Magyarországgal szövetséges Ausztria is bejelentette a Nyugat-Magyarországra vonatkozó területi igényét. Az Antant dacára annak, hogy Ausztria is a vesztes államok közé tartozott, a saint-germaini békeszerződésben Ausztriának ítélte a kért területeket, majd ezt a trianoni békeszerződésben is rögzítette. Magyarország megpróbált békés úton megegyezni az osztrákokkal, engedményeket helyezett kilátásba a területi követelésekről való lemondásért cserében, viszont az osztrák fél nem volt hajlandó tárgyalni. Ezt követően a kormány megpróbált Ausztria élére egy olyan kormányt ültetni, amely hajlandó lesz tárgyalásokba bocsátkozni, viszont nem járt sikerrel ez a törekvése sem. Ebben a feszült helyzetben került sor a fürstenfeldi fegyverrablásra.

## Az akció
A nyugat-magyarországi válság idején megkezdődött egy szabadcsapat létrehozása, melynek alapját a Héjjas Iván vezette Rongyos Gárda képezte. Héjjason kívül még a sereg vezetője volt Ostenburg-Moravek Gyula és Prónay Pál is. Prónay még 1919 végén felvette a kapcsolatot Bardorfer osztrák századossal, aki a fölöstömi határőrség parancsnoka volt. Ő megegyezett Prónayval, hogy átadja a fegyverraktár teljes tartalmát a magyaroknak, ha az akció sikeres lebonyolítása után felveszik a Nemzeti Hadseregbe.
Július 30-án éjjel egy 800 főnyi fegyveres alakulat Francia Kiss Mihály vezetésével Szentgotthárdnál átlépte a magyar határt, majd lefegyverezték az osztrák őrséget és körülzárták a várost. A fegyverraktár őrsége nem fejtett ki ellenállást, így a raktárat gyorsan kiürítették, majd a zsákmányolt fegyvereket teherautóra rakva Magyarországra szállították. Összesen 3 ezer puska, 30 géppuska és nagy mennyiségű lőszer került a magyarok kezére.

## Következmények
A fegyverlopás ellen az osztrák kormány tiltakozását fejezte ki, de válaszlépésre nem került sor.
Később, amikor az osztrák csapatok megkezdték a nekik ígért területek megszállását, a felkelők az ekkor zsákmányolt fegyverekkel kezdték meg a másfél hónapig tartó nyugat-magyarországi felkelést, amelynek eredményeként ki sikerült kényszeríteni a soproni népszavazást[forrás?].

## Érdekességek
Máriássy Félix 1969-ben bemutatott Imposztorok c. filmjében a fürstenfeldi fegyverrablás is bemutatásra kerül, igaz néhány eltéréssel. Többek között nem Bardorfer segíti a támadókat, hanem egy magyar katonatiszt.